# Callicostella kreaniana
Callicostella kreaniana là một loài rêu trong họ Pilotrichaceae. Loài này được Tixier mô tả khoa học đầu tiên năm 1964.